# El Aguacate, Landa de Matamoros
El Aguacate är en ort i Mexiko.   Den ligger i kommunen Landa de Matamoros och delstaten Querétaro Arteaga, i den centrala delen av landet, 200 km norr om huvudstaden Mexico City. El Aguacate ligger 1 034 meter över havet och antalet invånare är 164.
Terrängen runt El Aguacate är bergig österut, men västerut är den kuperad. Runt El Aguacate är det ganska tätbefolkat, med 72 invånare per kvadratkilometer. Närmaste större samhälle är Xilitla, 14,9 km norr om El Aguacate. I omgivningarna runt El Aguacate växer huvudsakligen savannskog.